# ヌクタウィーヤ
ヌクタウィーヤ（アラビア語: نقطوية, ラテン文字転写: Nuqṭawiyyah）は、14世紀のイランにおいて、マフムード・パスィーハーニー（ペルシア語: محمود پسیخانی, ラテン文字転写: Mahmūd Pasīkhānī)）により創始された宗教運動、教団、思想である。15世紀末のサファヴィー朝の興隆とともに信者を増やしたが、16世紀末には度重なる弾圧を受けて衰微した。

## 歴史
ヌクタウィーヤ（ヌクタウィー派、教団）ははじめ、カーシャーン近くの村、アンジュダーンに興った。アンジュダーンはイスマーイール派の一分派、ニザール派の本拠地であったことでも知られる。マフムード・パスィーハーニーはおそらくギーラーン出身、1397年にマフディーを自称し、新しい摂理を説いた。ヌクタウィーヤはフルフィーヤ（フルーフィー派、教団）から分派した教団である。パスィーハーニーは元々フルーフィー派に属していたが、傲慢が過ぎるということで追放された。
パスィーハーニー存命中はほとんど影響力を持たなかったヌクタウィーヤであるが、サファヴィー朝の初代シャーハンシャー・イスマーイール1世代に急速に信者を増やした。タフマースブ1世代にはシャー・タフマースブこそがマフディーであると宣言しようとした。タフマースブ1世自身はヌクタウィー教団の詩人、アブル＝カースィム・アームリーを盲刑に処し、アンジュダーンの教団コミュニティを皆殺しにして弾圧した。アッバース1世（大王）は最初、クズルバシュへの対抗の意味合いからヌクタウィー派を利用しようとし、入信もしかけたが、のちに弾圧に転じた。

## 教義
教団の名前はアラビア語で「点」を意味するヌクタ（アラビア語: نقط, ラテン文字転写: Nuqṭa）に由来するとされるが、詳しいことはわかっていない。パスィーハーニーは妻帯せず、弟子たちに独身を奨励した。彼が言うには、独身者はワーヒド（wāḥid）の階級に到達したのであって、ワーヒドには聖数19の数的価値がある、という。ヌクタウィー派の信者は19という数に、他の数よりも例外的に重要な意義を見出だした。
彼らはまた、循環的な歴史観を持つが、これはイスマーイール派の名残である。ヌクタウィー派の歴史観において、天地が存在する長さは全部で64,000年である。これは16,000年ごとに4つの時代に分けられる。4つの時代はさらに、それぞれ8,000年ごとに2節に分割される。そして、この8,000年ごとにアラブ人の時代とペルシア人の時代が、交互に入れ替わるという循環史観を持っていた。パスィーハーニーはアラブ人の時代がもうすぐに終わり、イランの栄光が復活すると説いた。ペルシア人の時代がくれば、カスピ海沿岸のギーラーンとマーザンダラーンがマッカとマディーナに代わるだろうと民衆に訴えた。

## 影響を受けた思想
ヌクタウィー派はその教義のほとんどをフルフィー派から借用している。フルフィー派の教祖ファドルッラーフ・アスタラバーディーは1394年に亡くなるが、生前パスィーハーニーとの間に個人的なつながりがあった。フルフィー派からの影響として顕著なものは、ペルシア文字の字母と音韻に数秘術的な意味を付与することへのこだわりがある。また、フルフィー派については、アスタラバーディーが自著『神の栄光の宣言』（ẓohūr-e kebrīāʾ）で自らがマフディーであると宣言したと推測する説がある。同じく、パスィーハーニーもマフディー宣言を行っただけでなく、再臨のイーサーであるとも主張した。

## 影響を与えた思想
バーブ（門）の名で知られるセイイェド・アリー・モハンマドの著作には、数字を文字で表すクロノグラムを説明したもの、カバラ的解釈法の解説、護符や占星術表に関するもの、数字を使った計算術などが多く含まれるが、その中のいくつかにはヌクタウィー教団のカバラ的象徴主義に類似するとみられる。なお、バーブ教も19という数を神聖視する。アリー・モハンマド・ナーゼム・アッ＝シャリーアによると、バーブはマークーで獄に繋がれている間にヌクタウィー派の思想を学び、それを『バヤーンの書』で開示した思想の中に直接取り込んだという。
これに対して、セイイェディー(2008)は、ヌクタウィー派のいくつかの要素がバーブの著作に認められるのは確かだが、神の御業を直接、ペルシア文字の字母の中に見出だすヌクタウィー派と、バーブ教との間の隔たりは大きいと述べる。セイイェディー(2008)によれば、バーブ教では実際の字母ないし神聖文字そのものの問題については少ししか扱っておらず、その代わり、人類の操る神聖文字は神の表象であるという神秘的な世界観について扱っているのだ、という。